# Andreas Martin Stelzer
Andreas Martin Stelzer (* 29. Oktober 1954 in Karl-Marx-Stadt; † 9. November 2007 in Chemnitz; Signet: AMS) war ein deutscher Maler, Zeichner und Grafiker.

## Leben und Werk
Stelzer wuchs mit zwei jüngeren Geschwistern, Gudrun (* 1961) und Michael (1957–2013), auf, die ebenfalls künstlerisch tätig waren bzw. sind. Nach der Schule und parallel zur Malerlehre beim VEB Wohnungsbaukombinat Karl-Marx-Stadt besuchte er den Zeichenzirkel von Axel Wunsch.
Künstlerisch eine prägende Zeit, in der er als Autodidakt auch in der etablierten Kunstszene zu einer bekannten Figur wurde. Im Alter von 22 Jahren war Schizophrenie bei ihm diagnostiziert worden, mehrere Klinikaufenthalte folgten. Trotz Alkohol- und Tablettenabhängigkeit waren die 80er und beginnenden 90er Jahre seine produktivsten. Von 1982 wurde er Mitglied im Verband Bildender Künstler der DDR. Teilnahmen an Bezirkskunstausstellungen in Karl-Marx-Stadt und der X. Kunstausstellung der DDR 1987 in Dresden empfand er als Anerkennung seines Talents. Nach 1989 beteiligte er sich an Gruppenausstellungen u. a. in München, Innsbruck, Oberhausen und Düsseldorf, reiste viel ins Ausland. 1990 gründete er mit Freunden den Kunstverein Laterne und die Künstlergruppe "Pachhütt" im Wilischtal, Drebach.
Stilistisch orientierte sich Stelzer an der Art Brut, im weiteren Sinn ist sein Werk der Malerei der  Neuen Wilden zuzurechnen. Dubuffet und die Künstler der Gruppe CoBrA waren ihm Vorbilder, im persönlichen Umgang der Chemnitzer Klaus Hähner-Springmühl. Elementare Themen wie Krankheit, Angst, Rausch und Sexualität beherrschen sein Werk.
Im Gegensatz dazu stehen dichte Farbigkeit, spontane Figuration und ein fast kindlicher Humor vor allem in den Farbstiftzeichnungen.